# Iulia Miza Leo
Iulia Miza Leo (n. 23 decembrie 1932, Salcea - d. 28 februarie 2011, Suceava) a fost un deputat român în legislatura 1990-1992, ales în județul Suceava pe listele partidului PNL. Iulia Miza Leo a fost o regretată profesoară.